# 王心一
王心一（1572年—1645年），字纯甫，號玄珠，號半禅野叟，直隸蘇州府吳縣人。明朝末年政治人物，官至刑部侍郎。崇禎四年（1631年）購入一座園林，並名為「歸田園居」，此園林即是日後的拙政園。

## 生平
万历三十七年（1607年）己酉科應天鄉試舉人，四十一年（1613年）癸丑科进士。初授行人司行人，四十六年十一月册封鲁阳王朱肃泱，四十八年二月往稷山王府掌行丧礼，同年考选试御史。天啟初年，诏给客氏土田二十顷，为护坟香火赀，魏进忠侍卫有功，并陵功叙录。心一抗疏言：“陛下眷念二人，加给土田，明示优录，恐东征将士闻而解体。况梓宫未殯，先念保姆之香火，陵工未成，强入奄侍之勤劳，于理为不顺，于情为失宜。”不报。八月补授江西道御史，與侯震暘、倪思輝、朱欽相論客氏，言辭激烈，奪俸一年，二年五月贬为江西布政使司都事。廷臣请召还者十馀疏，寻以皇子生，复官。三年七月巡按广西，五年六月疏议将广西总兵仍旧改驻梧州，有功土官加文臣服色，不可予武臣职衔，益其骄纵。六年四月以曲庇同门被削籍为民。
崇祯元年（1628年）复官，升太仆寺少卿，历大理寺卿、通政使、应天府府尹，累官刑部侍郎。

## 著作
王心一著有｢歸田園居記｣，全本描寫拙政園中取名，定景之故。例如書中有一段話描述拙政園裡的奇石。｢池南有峰特起，雲綴樹杪，名之曰綴雲峰。池左兩峰並峙，如掌如帆，謂之聯壁峰。｣；此外也有一段話描述拙政園中的蘭雪堂：｢東西桂樹爲屏，其後則有山如幅，縱橫皆種梅花。梅之外有竹，竹臨僧舍，旦暮梵聲，時從竹中來｣。

## 家族
曾祖王俸，祖父王應賢，父王有極，庠生。